# Notropis
Genre
Synonymes
- Alburnellus Girard, 1856
- Ericymba Cope, 1865

Notropis est un genre de poissons d'eau douce originaire d'Amérique du Nord.

## Liste des espèces
Selon FishBase (20 février 2015) :
- Notropis aguirrepequenoi Contreras-Balderas & Rivera-Teillery, 1973
- Notropis albizonatus Warren & Burr, 1994
- Notropis alborus Hubbs & Raney, 1947
- Notropis altipinnis (Cope, 1870)
- Notropis amabilis (Girard, 1856)
- Notropis amecae Chernoff & Miller, 1986
- Notropis ammophilus Suttkus & Boschung, 1990
- Notropis amoenus (Abbott, 1874)
- Notropis anogenus Forbes, 1885
- Notropis ariommus (Cope, 1867)
- Notropis asperifrons Suttkus & Raney, 1955
- Notropis atherinoides Rafinesque, 1818
- Notropis atrocaudalis Evermann, 1892
- Notropis aulidion Chernoff & Miller, 1986
- Notropis baileyi Suttkus & Raney, 1955
- Notropis bairdi Hubbs & Ortenburger, 1929
- Notropis bifrenatus (Cope, 1867)
- Notropis blennius (Girard, 1856)
- Notropis boops Gilbert, 1884
- Notropis boucardi (Günther, 1868)
- Notropis braytoni Jordan & Evermann, 1896
- Notropis buccula Cross, 1953
- Notropis buchanani Meek, 1896
- Notropis cahabae Mayden & Kuhajda, 1989
- Notropis calabazas Lyons & Mercado-Silva, 2004
- Notropis calientis Jordan & Snyder, 1899
- Notropis candidus Suttkus, 1980
- Notropis chalybaeus (Cope, 1867)
- Notropis chihuahua Woolman, 1892
- Notropis chiliticus (Cope, 1870)
- Notropis chlorocephalus (Cope, 1870)
- Notropis chrosomus (Jordan, 1877)
- Notropis cumingii (Günther, 1868)
- Notropis cummingsae Myers, 1925
- Notropis dorsalis (Agassiz, 1854)
- Notropis edwardraneyi Suttkus & Clemmer, 1968
- Notropis girardi Hubbs & Ortenburger, 1929
- Notropis grandis Domínguez-Domínguez, Pérez-Rodríguez, Escalera-Vázquez & Doadrio, 2009
- Notropis greenei Hubbs & Ortenburger, 1929
- Notropis harperi Fowler, 1941
- Notropis heterodon (Cope, 1865)
- Notropis heterolepis Eigenmann & Eigenmann, 1893
- Notropis hudsonius (Clinton, 1824)
- Notropis hypsilepis Suttkus & Raney, 1955
- Notropis imeldae Cortés, 1968
- Notropis jemezanus (Cope, 1875)
- Notropis leuciodus (Cope, 1868)
- Notropis longirostris (Hay, 1881)
- Notropis lutipinnis (Jordan & Brayton, 1878)
- Notropis maculatus (Hay, 1881)
- Notropis marhabatiensis Domínguez-Domínguez, Pérez-Rodríguez, Escalera-Vázquez & Doadrio, 2009
- Notropis mekistocholas Snelson, 1971
- Notropis melanostomus Bortone, 1989
- Notropis micropteryx (Cope, 1868)
- Notropis moralesi de Buen, 1955
- Notropis nazas Meek, 1904
- Notropis nubilus (Forbes, 1878)
- Notropis orca Woolman, 1894
- Notropis ortenburgeri Hubbs, 1927
- Notropis oxyrhynchus Hubbs & Bonham, 1951
- Notropis ozarcanus Meek, 1891
- Notropis percobromus (Cope, 1871)
- Notropis perpallidus Hubbs & Black, 1940
- Notropis petersoni Fowler, 1942
- Notropis photogenis (Cope, 1865)
- Notropis potteri Hubbs & Bonham, 1951
- Notropis procne (Cope, 1865)
- Notropis rafinesquei Suttkus, 1991
- Notropis rubellus (Agassiz, 1850)
- Notropis rubricroceus (Cope, 1868)
- Notropis rupestris Page, 1987
- Notropis sabinae Jordan & Gilbert, 1886
- Notropis saladonis Hubbs & Hubbs, 1958
- Notropis scabriceps (Cope, 1868)
- Notropis scepticus (Jordan & Gilbert, 1883)
- Notropis semperasper Gilbert, 1961
- Notropis shumardi (Girard, 1856)
- Notropis simus (Cope, 1875)
- Notropis spectrunculus (Cope, 1868)
- Notropis stilbius Jordan, 1877
- Notropis stramineus (Cope, 1865)
- Notropis suttkusi Humphries & Cashner, 1994
- Notropis telescopus (Cope, 1868)
- Notropis texanus (Girard, 1856)
- Notropis topeka (Gilbert, 1884)
- Notropis tropicus Hubbs & Miller, 1975
- Notropis uranoscopus Suttkus, 1959
- Notropis volucellus (Cope, 1865)
- Notropis wickliffi Trautman, 1931
- Notropis xaenocephalus (Jordan, 1877)

### Note
- Notropis amecae †
- Notropis aulidion †
- Notropis orca †
- Notropis saladonis †

## Galerie

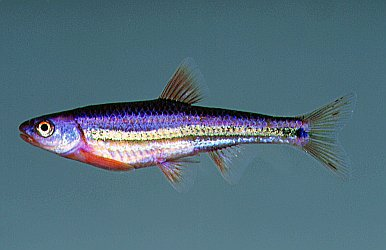
Notropis chrosomus
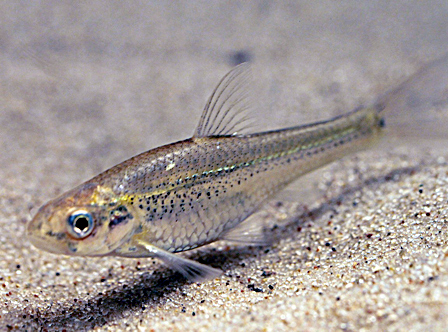
Notropis girardi
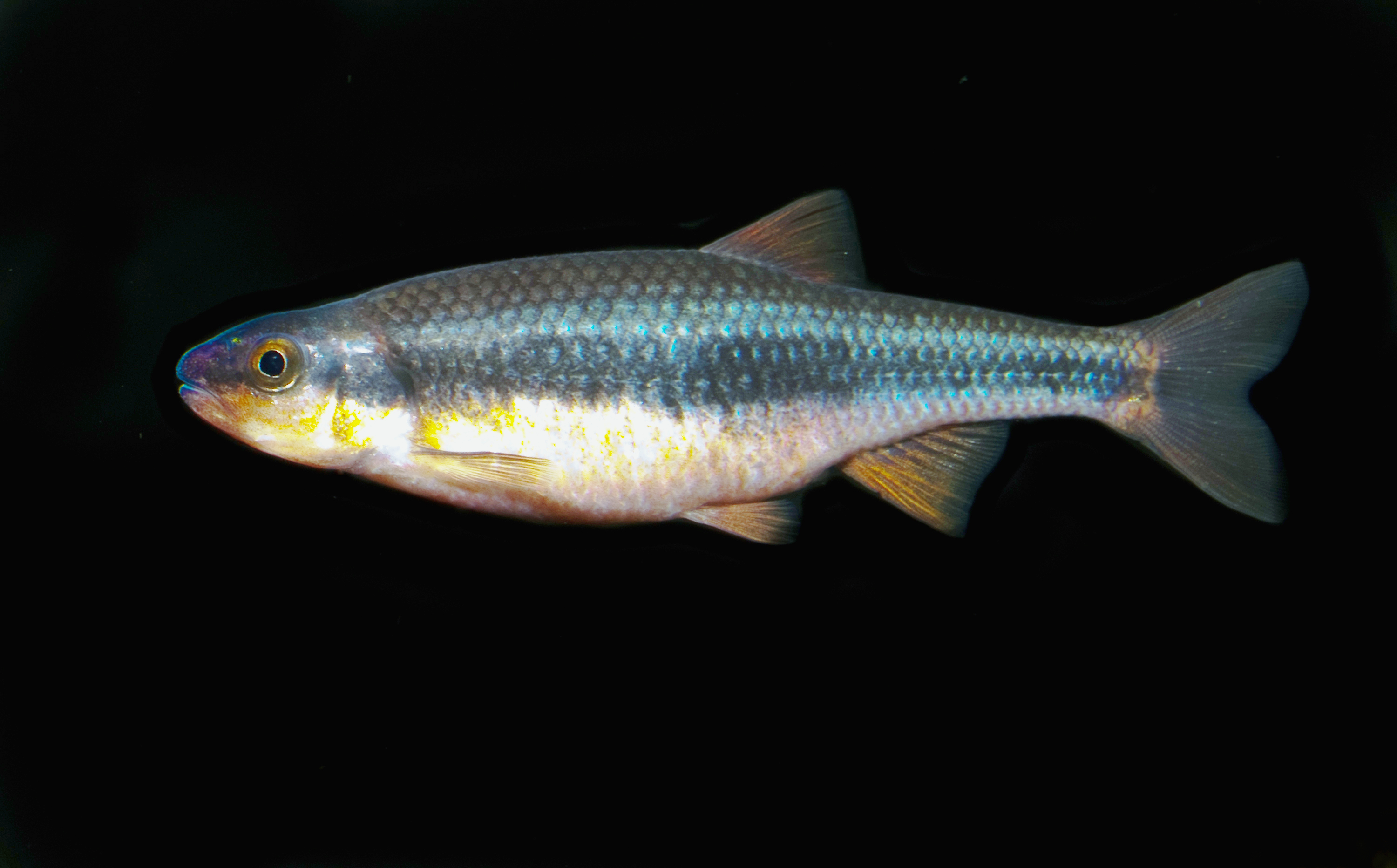
Notropis lutipinnis
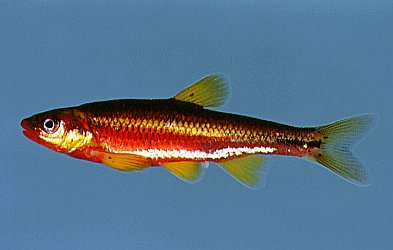
Notropis rubricroceus
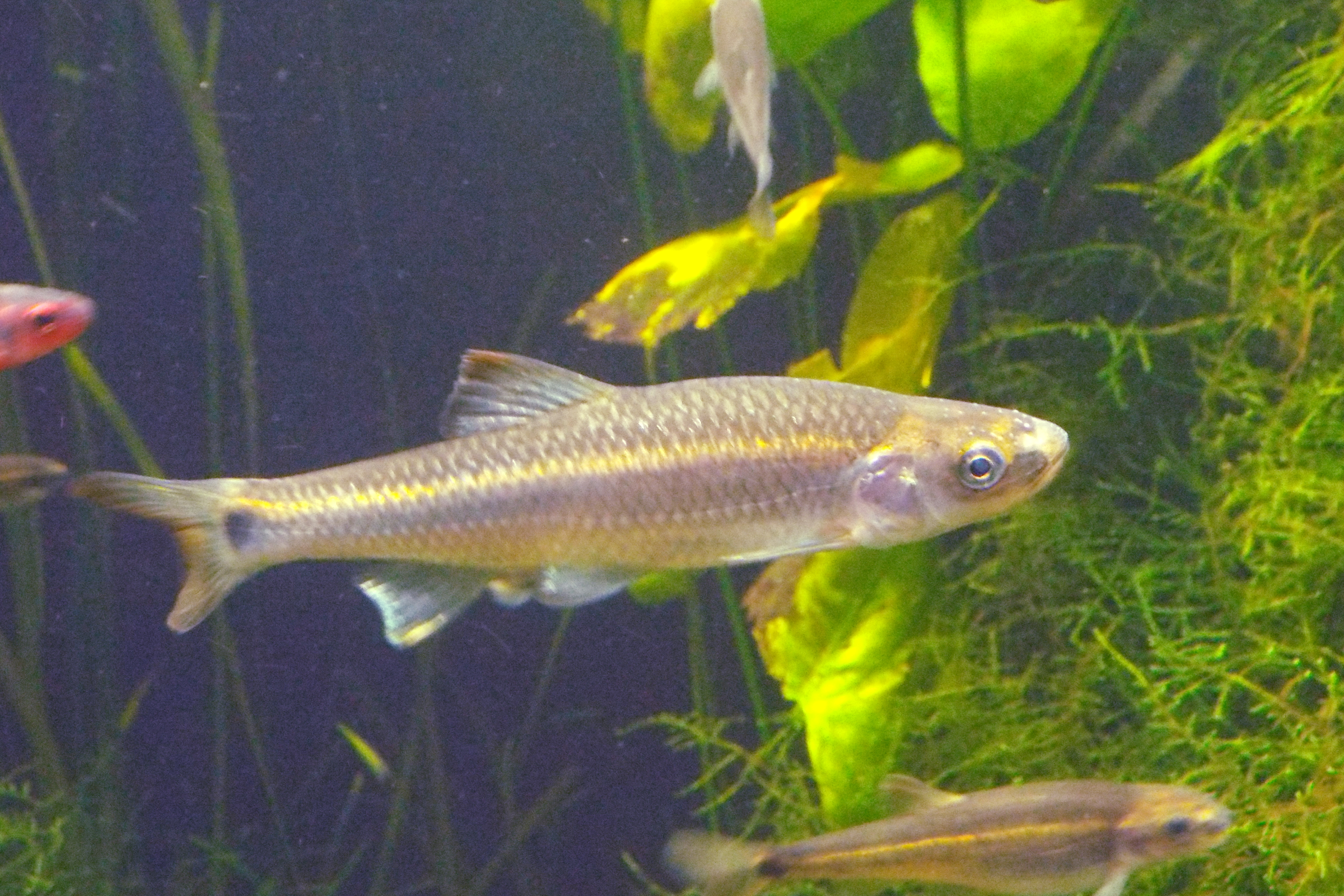
Notropis stilbius